# ISO 3166-2:PA
ISO 3166-2:PA es la entrada para Panamá en ISO 3166-2, parte de los códigos de normalización ISO 3166 publicados por la Organización Internacional de Normalización (ISO), que define los códigos para los nombres de las principales subdivisiones (p.ej., provincias o estados) de todos los países codificados en ISO 3166-1.
En la actualidad, para Panamá los códigos ISO 3166-2 se definen para 10 provincias y 4 comarcas indígenas.
Cada código consta de dos partes, separadas por un guion. La primera parte es PA, el código ISO 3166-1 alfa-2 para Panamá. La segunda parte tiene, según el caso:
- una o dos cifras (1–10): provincias
- dos letras: comarcas indígenas

## Códigos actuales
Los nombres de las subdivisiones se ordenan según el estándar ISO 3166-2 publicado por la Agencia de Mantenimiento ISO 3166 (ISO 3166/MA).
Pulsa sobre el botón en la cabecera para ordenar cada columna.
| Código | Nombre de la subdivisión (es)              | Categoría de la subdivisión |
| ------ | ------------------------------------------ | --------------------------- |
| PA-1   | Bocas del Toro                             | provincia                   |
| PA-4   | Chiriquí                                   | provincia                   |
| PA-2   | Coclé                                      | provincia                   |
| PA-3   | Colón                                      | provincia                   |
| PA-5   | Darién                                     | provincia                   |
| PA-EM  | Emberá-Wounaan                             | comarca indígena            |
| PA-KY  | Guna Yala (la variante local es Kuna Yala) | comarca indígena            |
| PA-6   | Herrera                                    | provincia                   |
| PA-7   | Los Santos                                 | provincia                   |
| PA-NT  | Naso Tjër Di                               | comarca indígena            |
| PA-NB  | Ngöbe-Buglé                                | comarca indígena            |
| PA-8   | Panamá                                     | provincia                   |
| PA-10  | Panamá Oeste                               | provincia                   |
| PA-9   | Veraguas                                   | provincia                   |

## Cambios
Los siguientes cambios de entradas han sido anunciados en los boletines de noticias emitidos por el ISO 3166/MA desde la primera publicación del ISO 3166-2 en 1998, cesando esta actividad informativa en 2013.
| Informe      | Fecha de emisión | Descripción del cambio reportado                                    | Cambio de código o subdivisión                                                                           |
| ------------ | ---------------- | ------------------------------------------------------------------- | --- |
| Boletín II-2 | 2010-06-30       | Se actualizan: la estructura administrativa y el origen de la lista | Subdivisiones añadidas:PA-EM Emberá PA-NB Ngöbe-Buglé Códigos:PA-0 Comarca de San Blas → PA-KY Kuna Yala |

Los siguientes cambios a la entrada figuran en el listado del catálogo en línea de la ISO:
| Fecha real del cambio | Breve descripción del cambio                                                                                         |
| --------------------- | --- |
| 2010-06-30            | Se actualizan: la estructura administrativa y el origen de la lista                                                  |
| 2014-11-03            | Se añade 1 provincia: PA-10; Se actualiza el origen de la lista                                                      |
| 2017-11-23            | Cambia el nombre de la subdivisión de PA-KY; Se añade la variante local de PA-KY, Se actualiza el origen de la lista |
| 2021-11-25            | Se añade la región indígena PA-NT; Se actualiza el origen de la lista                                                |